# Leo Laakso
Leo Unto Edvard Laakso (ur. 21 sierpnia 1918 w Heinola, zm. 4 kwietnia 2002 w Helsinkach) – fiński skoczek narciarski.

## Kariera sportowa
Srebrny medalista konkursu indywidualnego w Cortina d’Ampezzo na mistrzostwach świata w narciarstwie klasycznym 1941. Po wojnie zawody te, w których uczestniczyli tylko: III Rzesza, Szwecja, Finlandia, Szwajcaria i Włochy, zostały uznane za nieoficjalne. Na zimowych igrzyskach olimpijskich w Sankt Moritz  w 1948 zajął 6. miejsce.